# Haux (Pyrénées-Atlantiques)

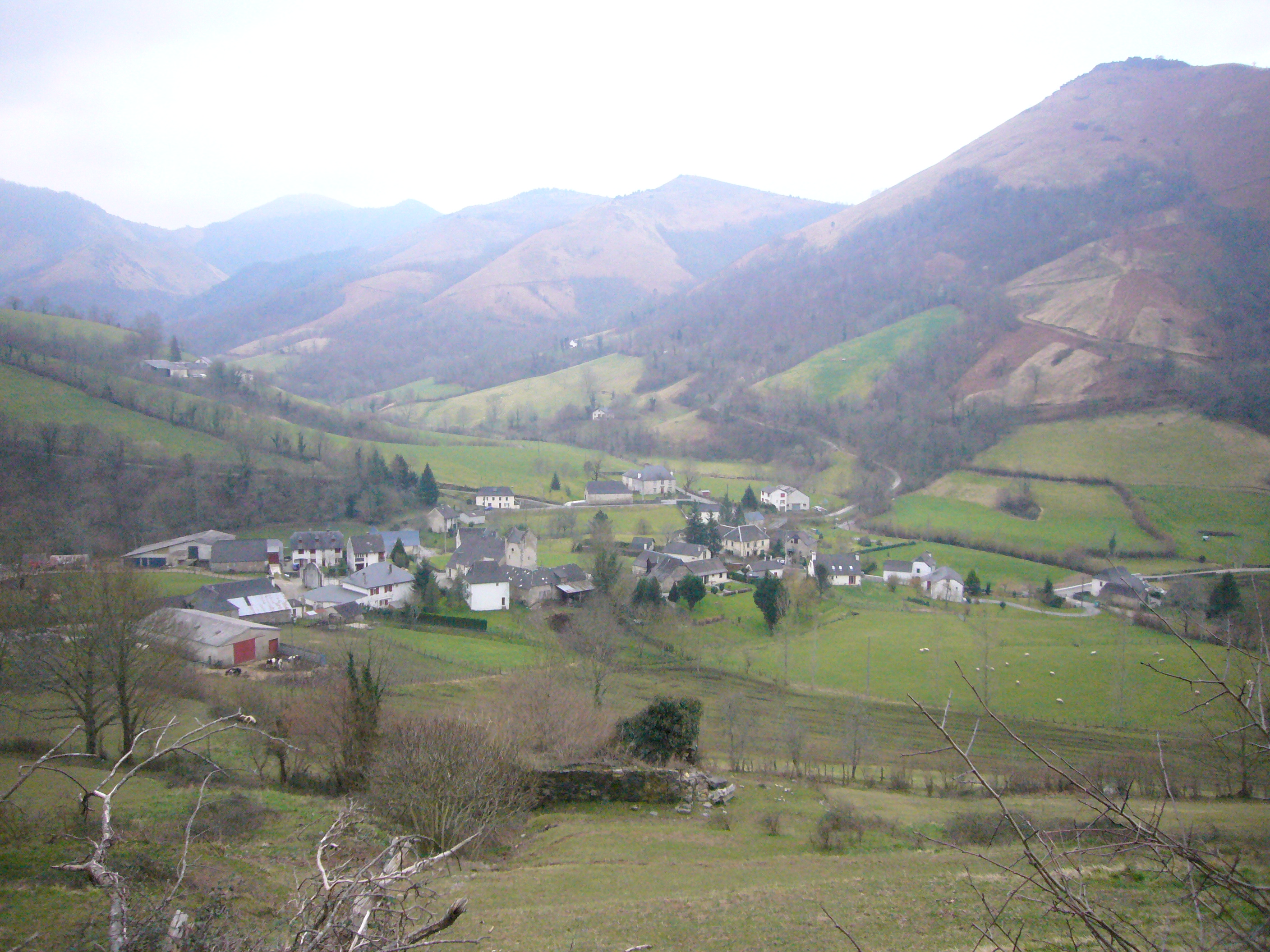
Het dorp Haux

Haux (Baskisch:Hauze) is een gemeente in het Franse departement Pyrénées-Atlantiques (regio Nouvelle-Aquitaine) en telt 96 inwoners (2009). De plaats maakt deel uit van het arrondissement Oloron-Sainte-Marie. Ze ligt in de Baskische provincie Soule.

## Geografie
De oppervlakte van Haux bedraagt 16,5 km², de bevolkingsdichtheid is in 2009 5,8 inwoners per km².
De onderstaande kaart toont de ligging van Haux (Pyrénées-Atlantiques) met de belangrijkste infrastructuur en aangrenzende gemeenten.

## Demografie
Onderstaande figuur toont het verloop van het inwonertal (bron: INSEE-tellingen).